# لوسيان بيكر
لوسيان بيكر (بالفرنسية: Lucien Becker)‏ (و. 1911 – 1984 م) هو شاعر، من فرنسا، توفي في نانسي، عن عمر يناهز 73 عاماً.